# Нуруосманіє
Мечеть Нуруосманіє (тур. Nuruosmaniye Camii) — османська мечеть XVIII століття в Стамбулі, Туреччина. Розташована в кварталі Чемберліташ у районі Фатіх. Купол мечеті, що має особливу форму, є четвертим за величиною в місті — після мечетей Ая-Софія, Сулейманіє та Фатіх. З 2016 року Нуруосманіє входить до Попереднього списку об'єктів Світової спадщини в Туреччині.

## Опис пам'ятки
Спроектована архітектором-греком немусульманином на ім'я Сімеон Калфа. Мечеть Нуруосманія — перша за 100 років султанська мечеть, після Блакитної мечеті, збудованої султаном Ахмедом I. Це частина набагато більшого релігійного комплексу, маяк культури, релігії, освіти. Це також перша королівська релігійна мечеть Стамбула, яка об'єднала як елементи бароко, османського бароко, так і неокласицизму. Мукарни — головна особливість бароко. Круглий двір мечеті — ще одна барокова особливість. Мечеть розташована на другому пагорбі, який колись містив мечеть Фатми Гутон, мечеть згоріла через пожежу. Навколо мечеті Нуруосманії розташований критий Великий Базар.

## Історія

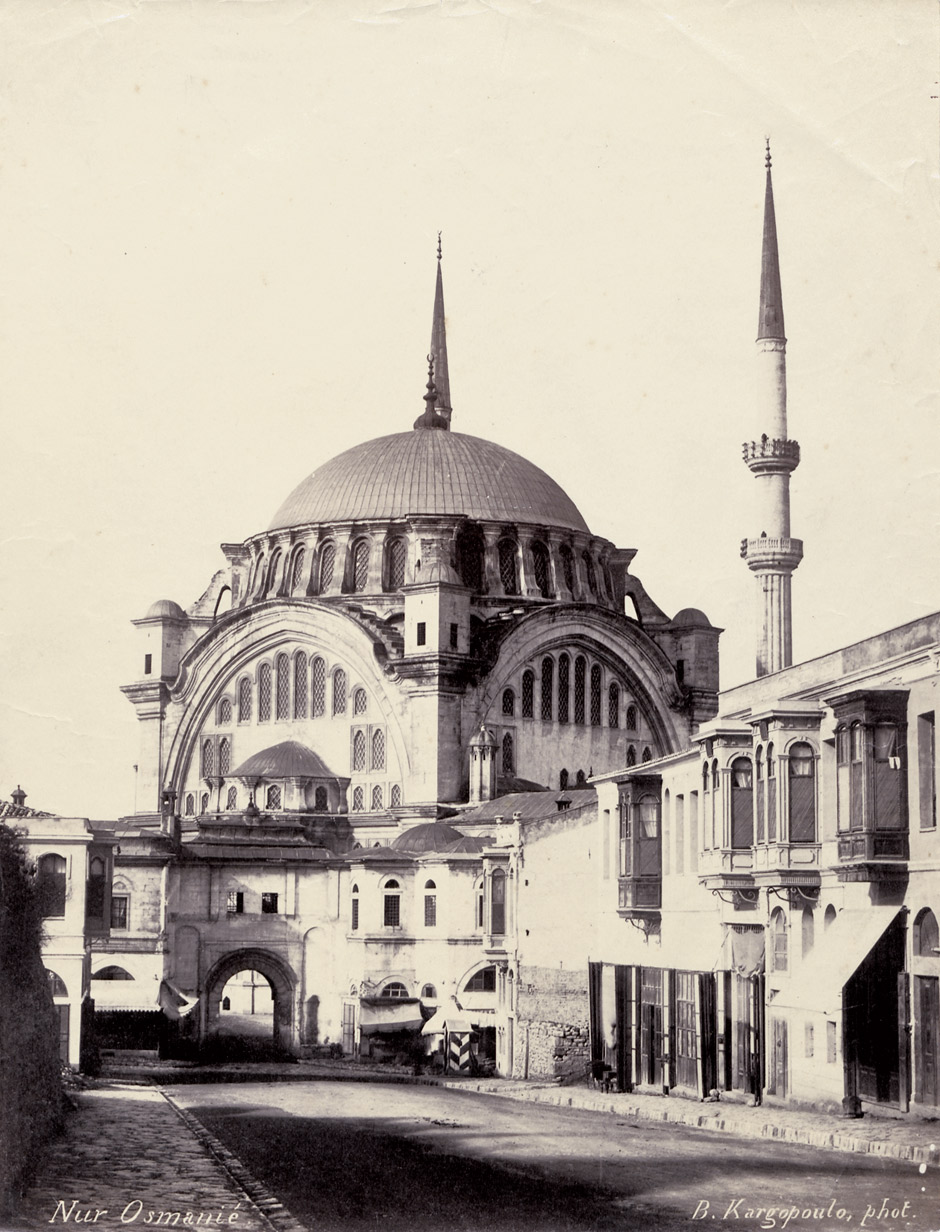
Мечеть Нуруосманіє в 1870 році

Вважається одним із найкращих прикладів мечетей в османсько-бароковому стилі. Побудована на одному з семи пагорбів Стамбула. Мечеть була замовлена Султаном Махмудом I на початку 1748 року, а завершена його братом і спадкоємцем Султаном Османом III у 1755-му. Назва Мечеть Нуруосманія означає «Світло Османа», після Османа III, але також завдяки 174 вікнам, які пропускають багато світла у зал мечеті.
Молитовний зал вкритий єдиним куполом діаметром 25 метрів (82 фути) і висотою 43,50 метра (142,7 фута) від рівня підлоги. У мечеті використовується система залізного підтягування, що йде від підлоги, вгору через стіни, до стелі купола. Загальне враження будівлі найкраще описується як «напруження скрізь, щоб плавити прямі лінії в криві». Комплекс має два мінарети, кожен з двома балконами. Двір мечеті виконаний у формі підкови, унікальної для тогочасних османських мечетей. У задньому саду є (гробниця), побудована для матері Османа III, в якій також знаходяться інші члени королівської родини. Іншими компонентами комплексу є:
- Фонтан, прикріплений до зовнішньої стіни і традиційно використовувався для розпорошення води для громадськості перед молитвою. В даний час використовується як магазин килимів.
- Мадреса, (ісламська школа), що складається з 20 купольних кімнат і одного великого класу (дершане).
- Імарет, або громадська кухня, яка примикає до медресе.
- Бібліотека — це окрема одноповерхова будівля в Куллії, з приватним входом для султана. Книги та рукописи, частина яких зберігається тут, є частиною більшої бібліотеки Сулейманія. Твори, спочатку утримувані там, були особистими колекціями Махмуд I та Осман III загальною кількістю 7 600 томів, з яких 5052 — рукописи.
- Будиночок для султанської та королівської родини, — це триповерхова будівля з приватним доступом. Що стосується мечеті Нуруосманія, то у ложі є доступ до молитовного залу.
- Маршрути: Мечеть має дві брами, східну та західну браму. Західна брама також містить фонтан і себіл. Обидві брами відкриваються до Базару.
- Топографія: Мечеть побудована на другому пагорбі Стамбула. Оскільки мечеть знаходиться на підвищенні, тому вхід вгору по сходах і до воріт. Мечеть містить бібліотеку, медресе та гробницю, тому ділянки схиляються вниз на північну територію.
- Світло: Вікна, що облицьовують стіни мечеті, дозволяють проникати природному світлу. Круглий двір — це ще одна стежка, через яку протікає природне світло. Крім того, круглі світильники в османському стилі дають світло вночі.
- Прикраси: муквари вздовж склепінь мечеті. Мечеть вистелена золотистою куранською каліграфією та має медальйон з іменем Аллаха та пророка Мухаммеда на підвісках споруди. Два худі мінарети, що прикрашають зовні мечеть, є прикладом османської структури разом з головним куполом та міні-половинами куполів внутрішніх стін двору.
- Матеріал: Мечеть матеріал виготовлена з різаного каменю та мармуру.

## Місцезнаходження
Розташування комплексу має стратегічне значення. Територія, в якій потрібно було побудувати мечеть, оточена багатьма магазинами, підприємствами та Великим Базаром. Будучи такою процвітаючою та комерційно активною територією, султан знав, що це зручне місце для відвідування молитви. Це також послужило б нагадуванням людям про присутність держави та султана під час політичних та економічних бід. Ахмед Ресмо Ефенді розповідає історію того, як султана перед будівлею комплексу привітав духовний старий, який плакав, молився за його здоров'я та хвалив його за рішення вирішити побудувати мечеть на цьому конкретному шматку землі. Саме після цього випадку султан нібито вирішив розпочати будівництво.

## Відновлення
Протягом свого життя комплекс неодноразово перебудовувався. Поєднання факторів навколишнього середовища, відсутність технічного обслуговування, забруднення повітря та оригінальні недоліки будівлі істотно погіршили стан комплексу. Як результат, з 2010—2012 років 20 мільйонів лір було вкладено у реставрацію. Найгострішим питанням комплексу було питання про воду. Витікаючі куполи були запечатані близьким до оригіналу свинцевим покриттям і застосовувалися традиційно, дренажні системи були очищені від щебеню та оновлені, підвали відремонтовані. Стіни мечеті почорніли, вимагали підривання піску та миття під тиском. Інші компоненти мечеті, такі як мармур, пиломатеріали, залізо та скло, були вирізані та замінені, якщо вони дуже погіршилися.
Під час реставраційної кампанії було зроблено низку відкриттів, а саме:
- У процесі вискоблювання старих зіпсованих ламінарних орнаментів були знайдені давні ручні намальовані орнаменти, збережені та викладені на показ.
- Відкриття під мечеттю діючої цистерни, яка займає площу 2242 квадратних метра, має 825 квадратних метрів (8,880 кв.м.) корисної площі і розглядається як майбутнє місце для музею.
- Було виявлено, що мечеть стоїть на старовинній споруді.

## Сучасність
Незважаючи на те, що це історичне місце і визначна пам'ятка в стамбульському туризмі, мечеть як і раніше використовується як місце для поклоніння. У 2018 році там діяла виставка мистецтв бієнале, організована під керівництвом президента Туреччини.

## Галерея

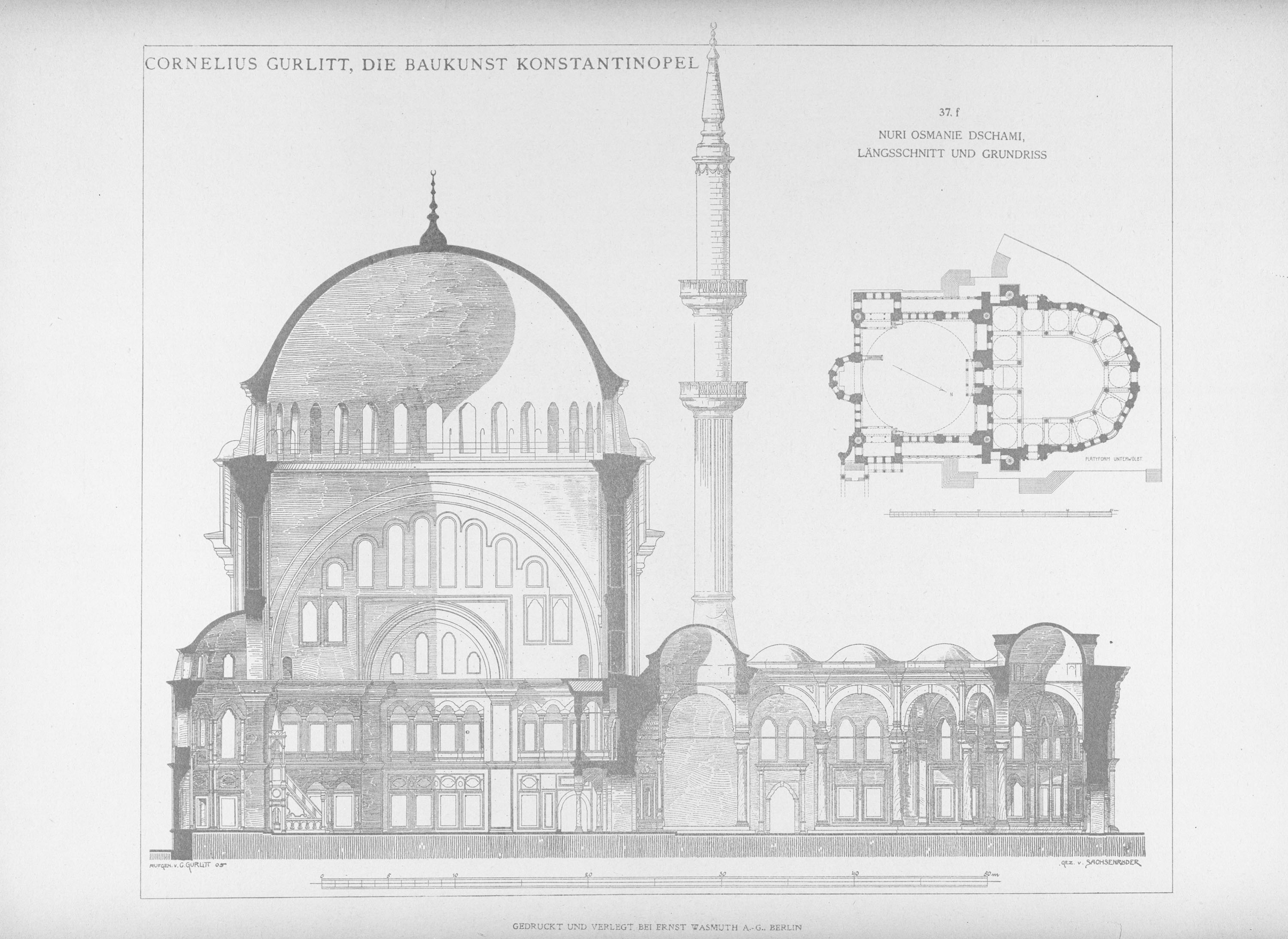
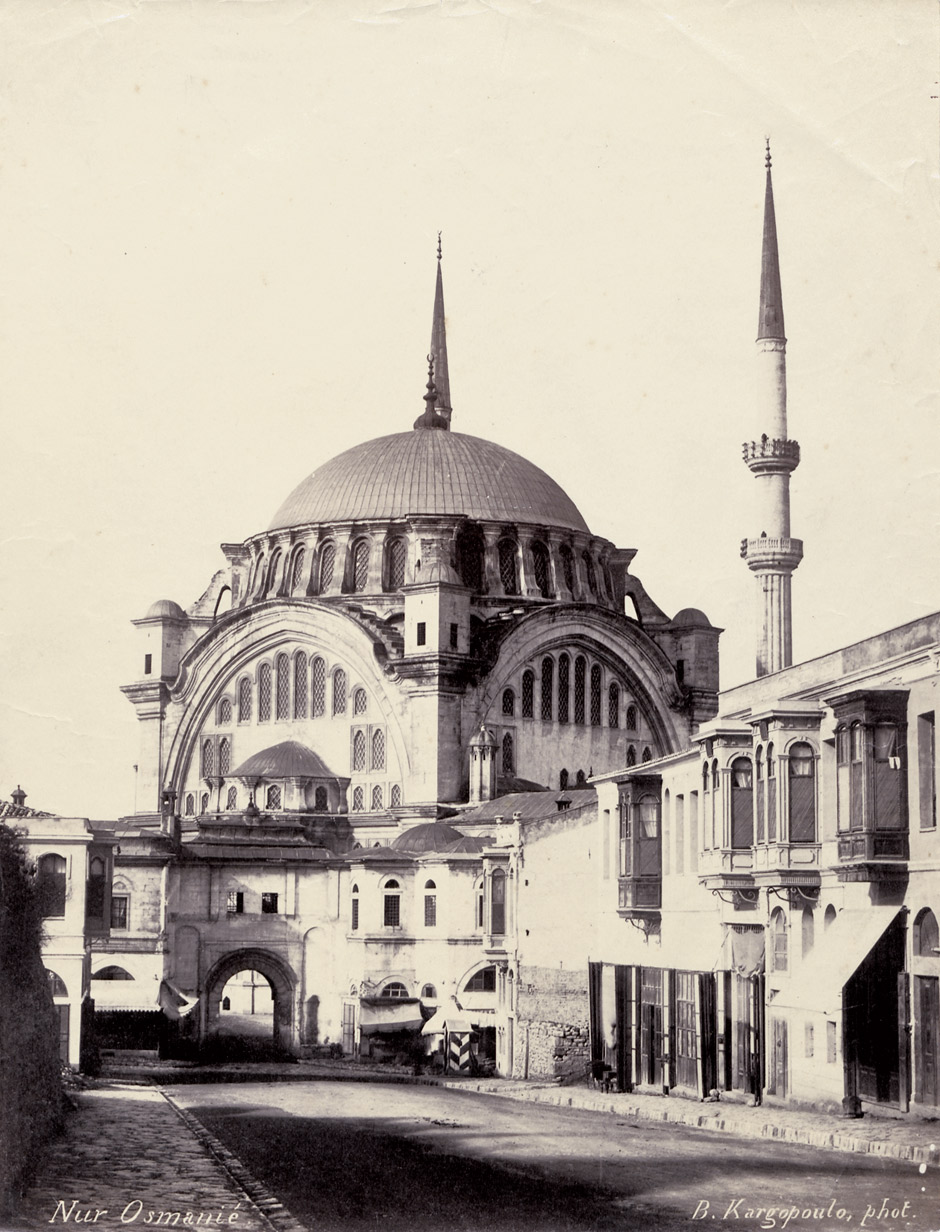
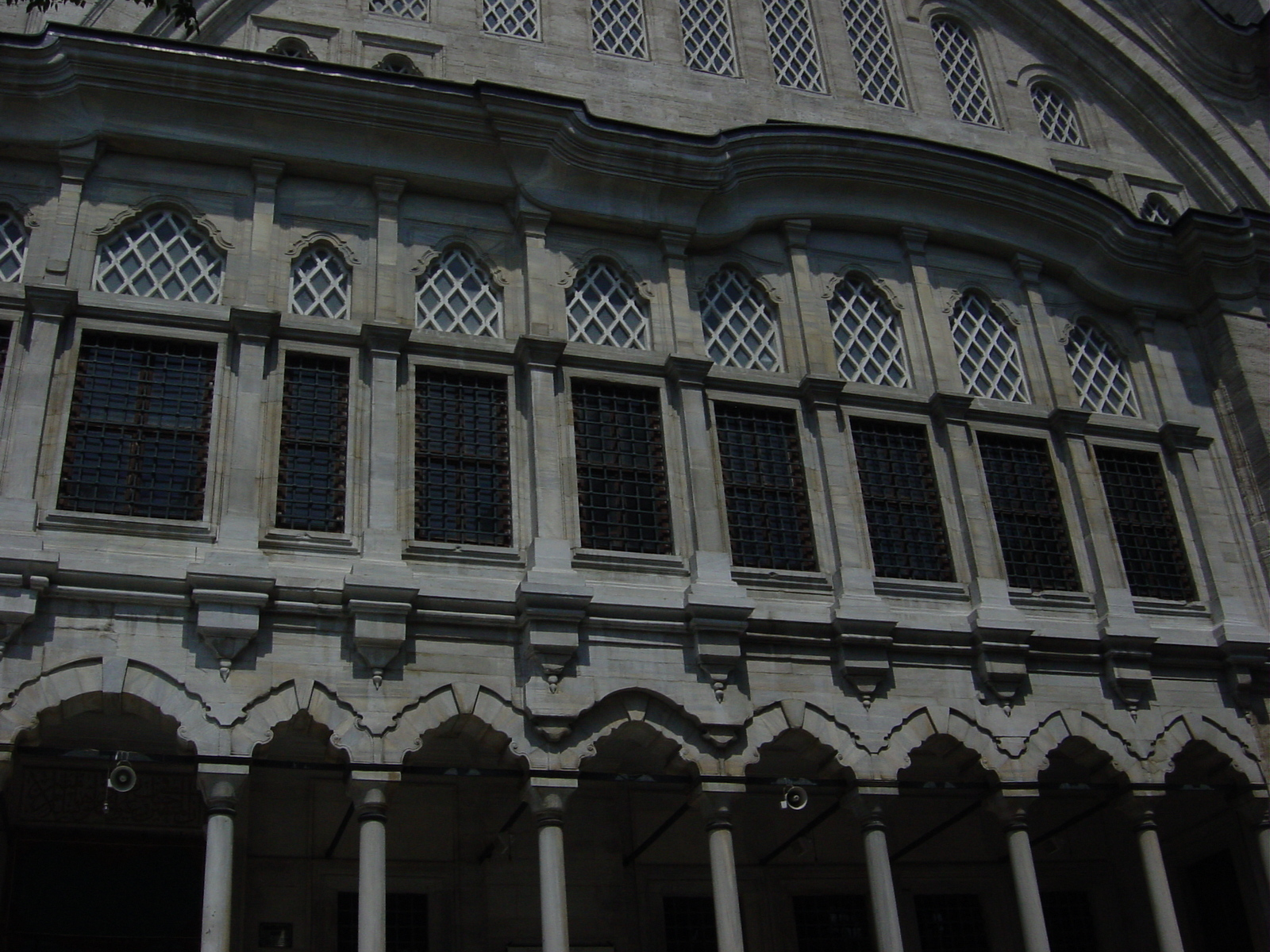
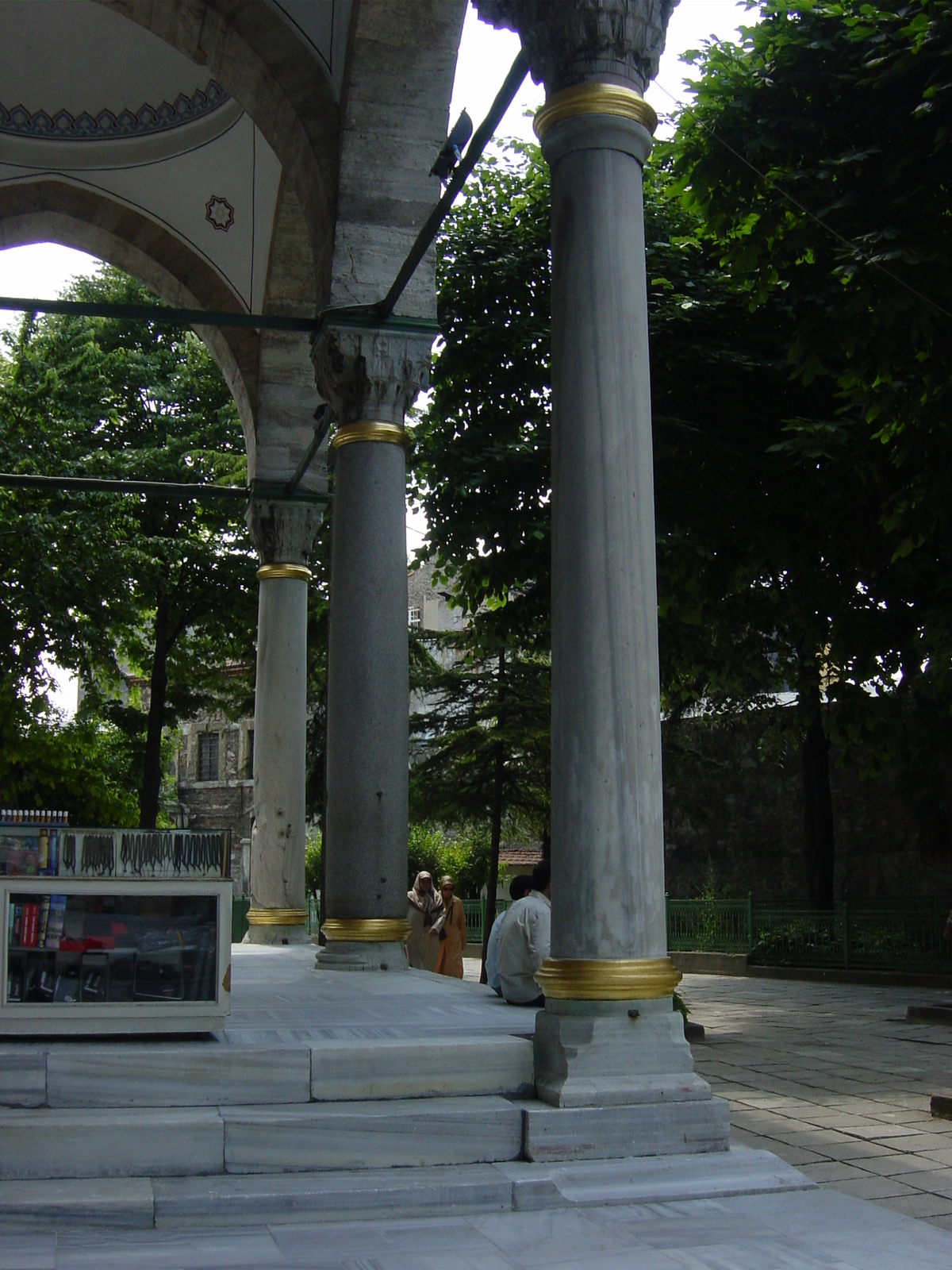
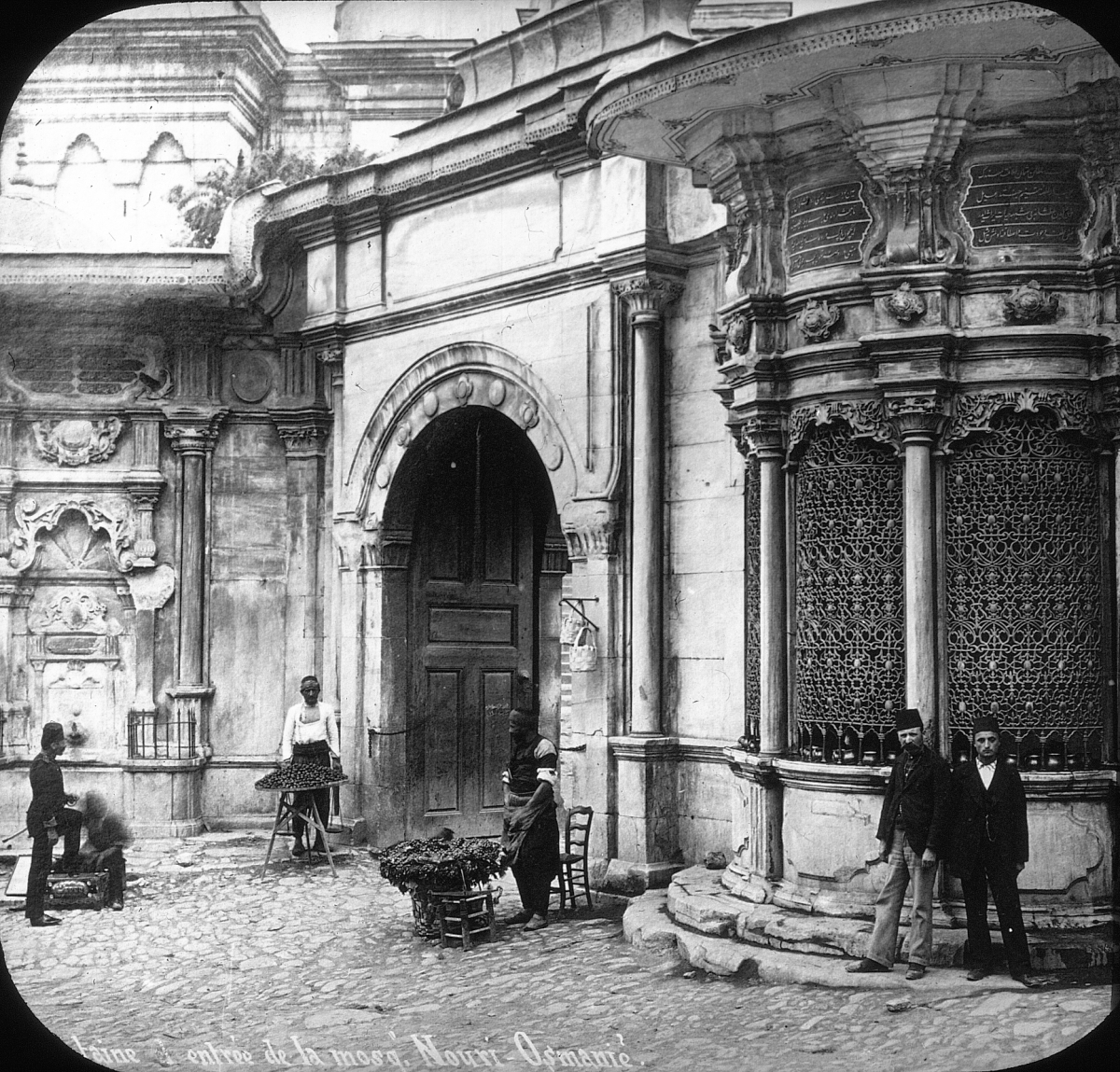
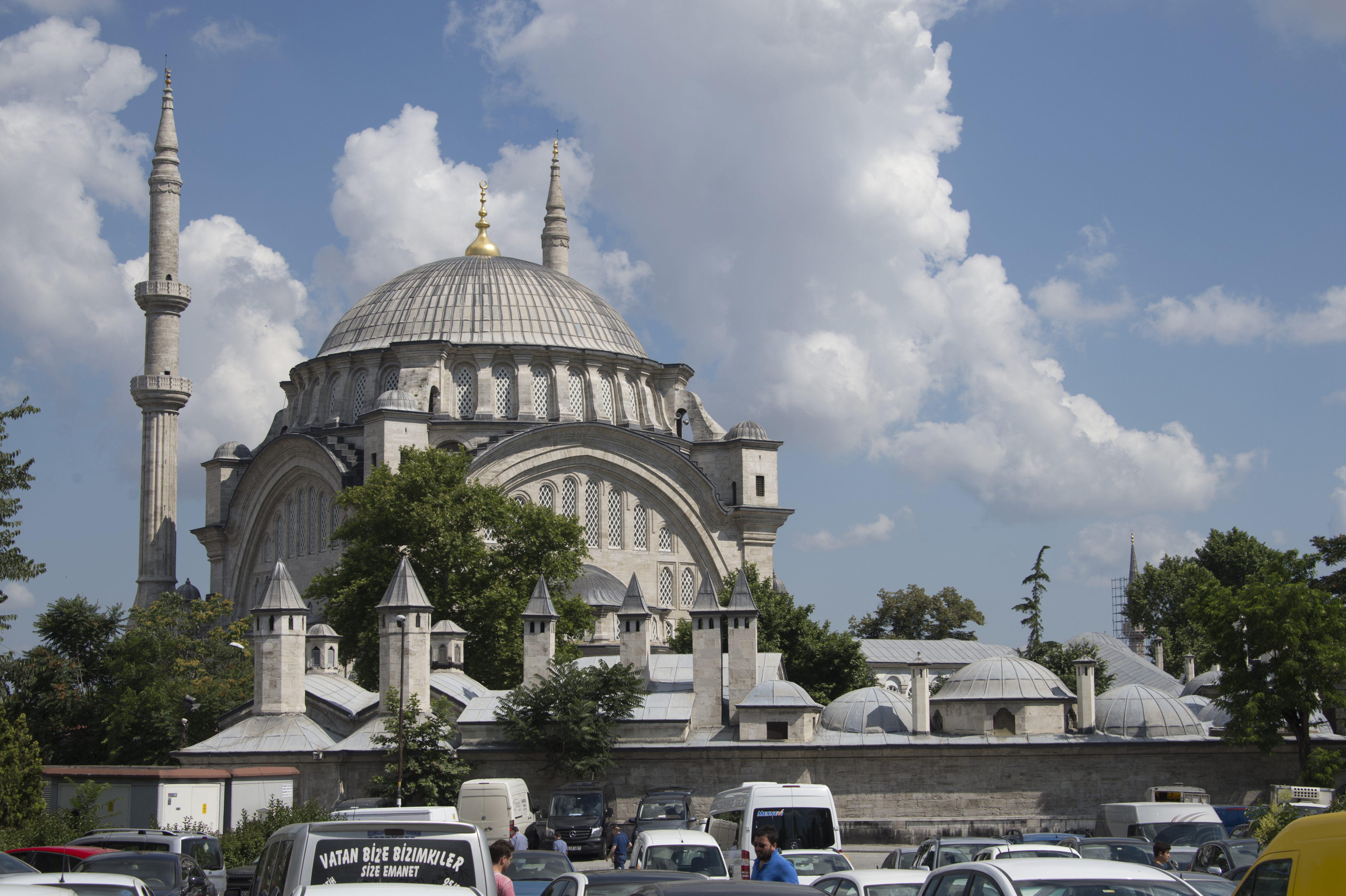
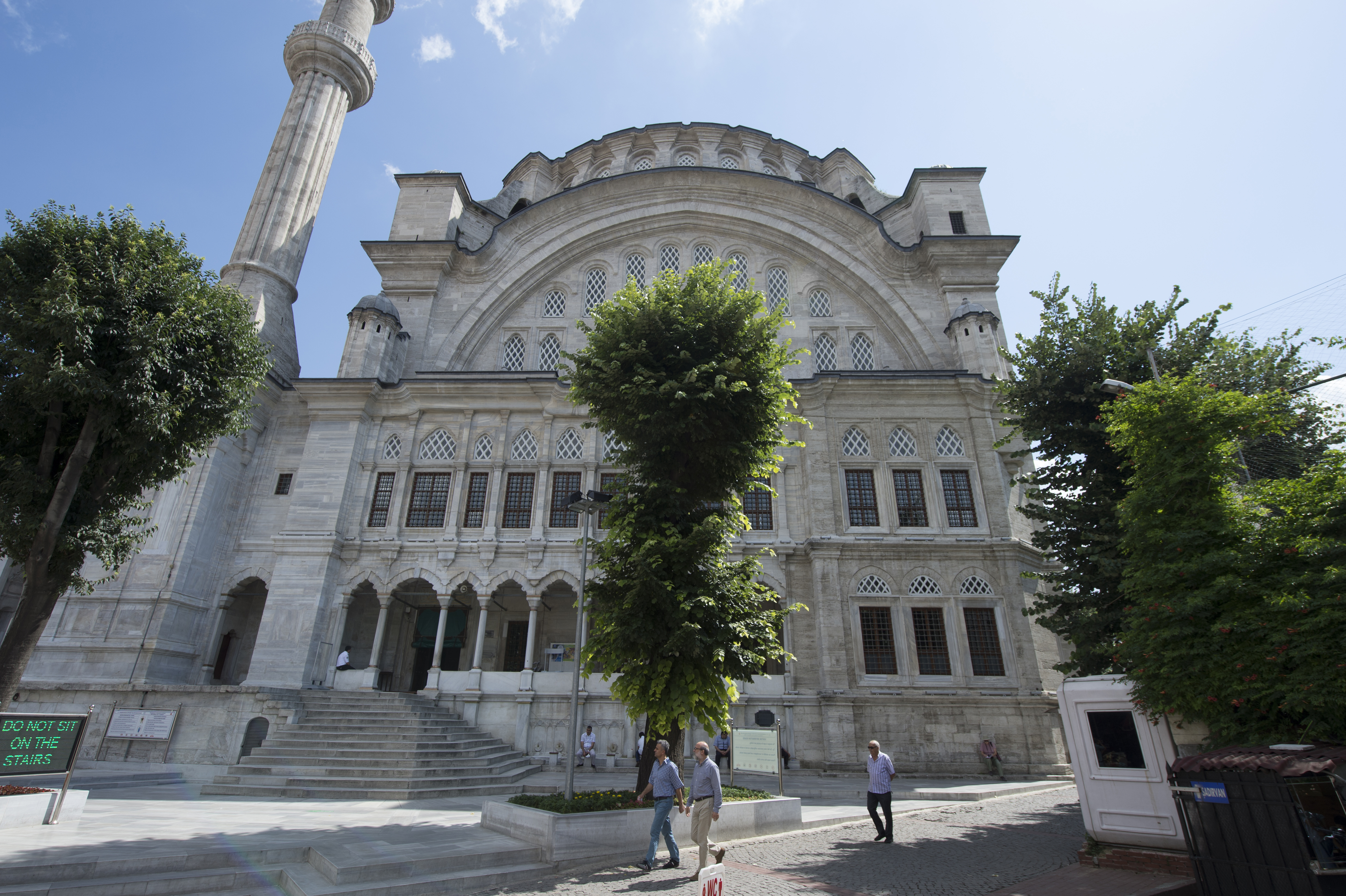
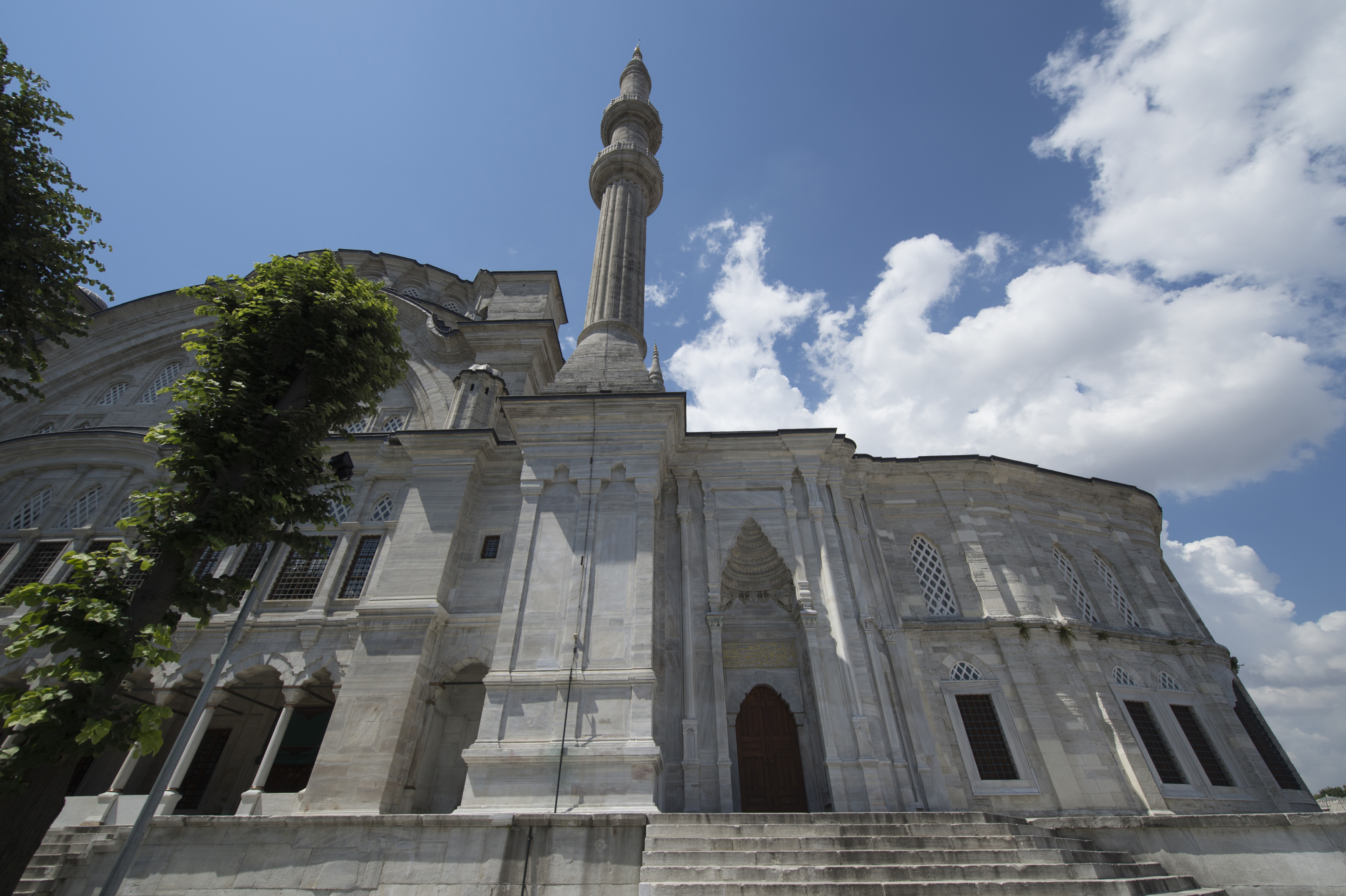
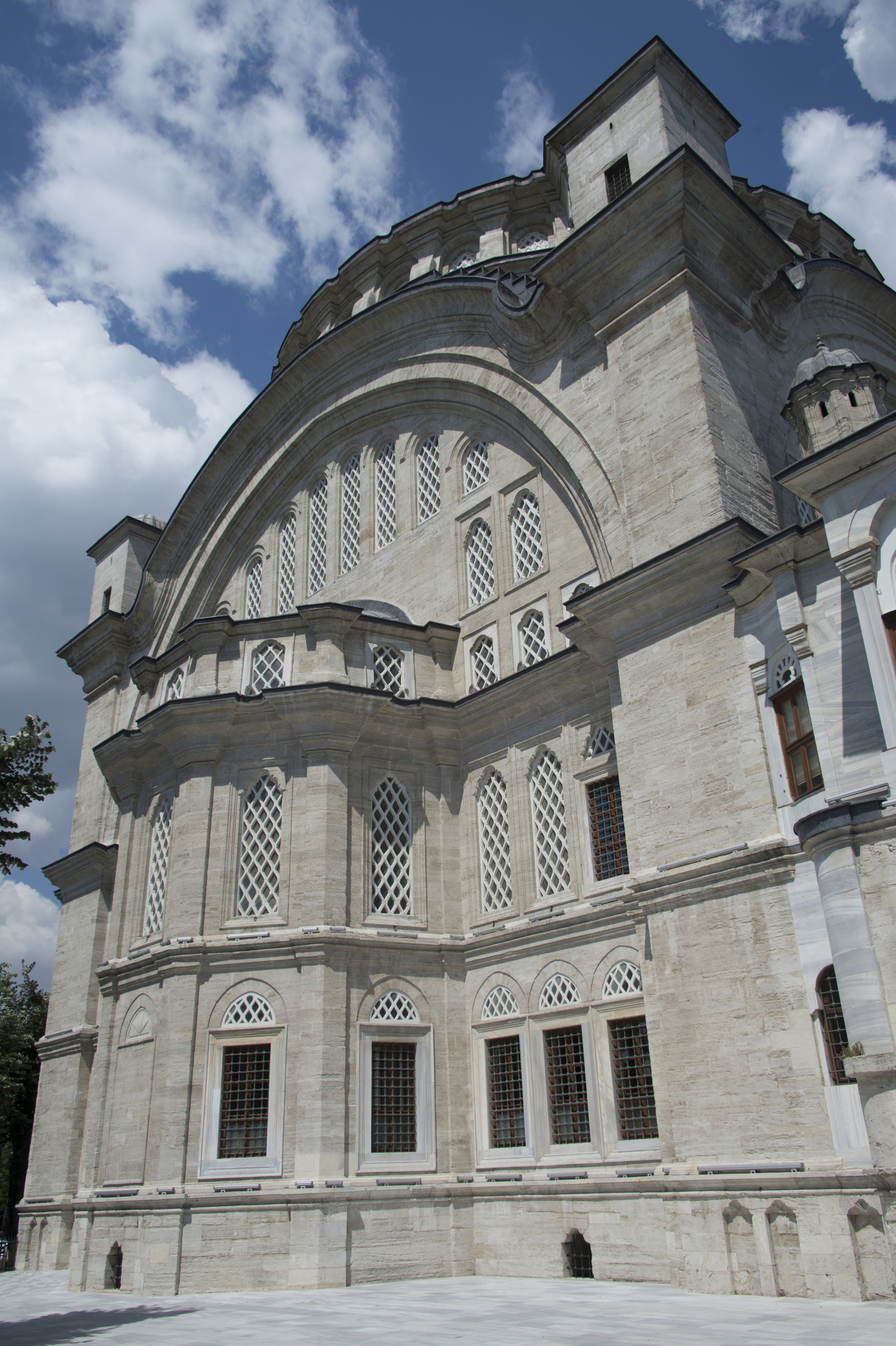
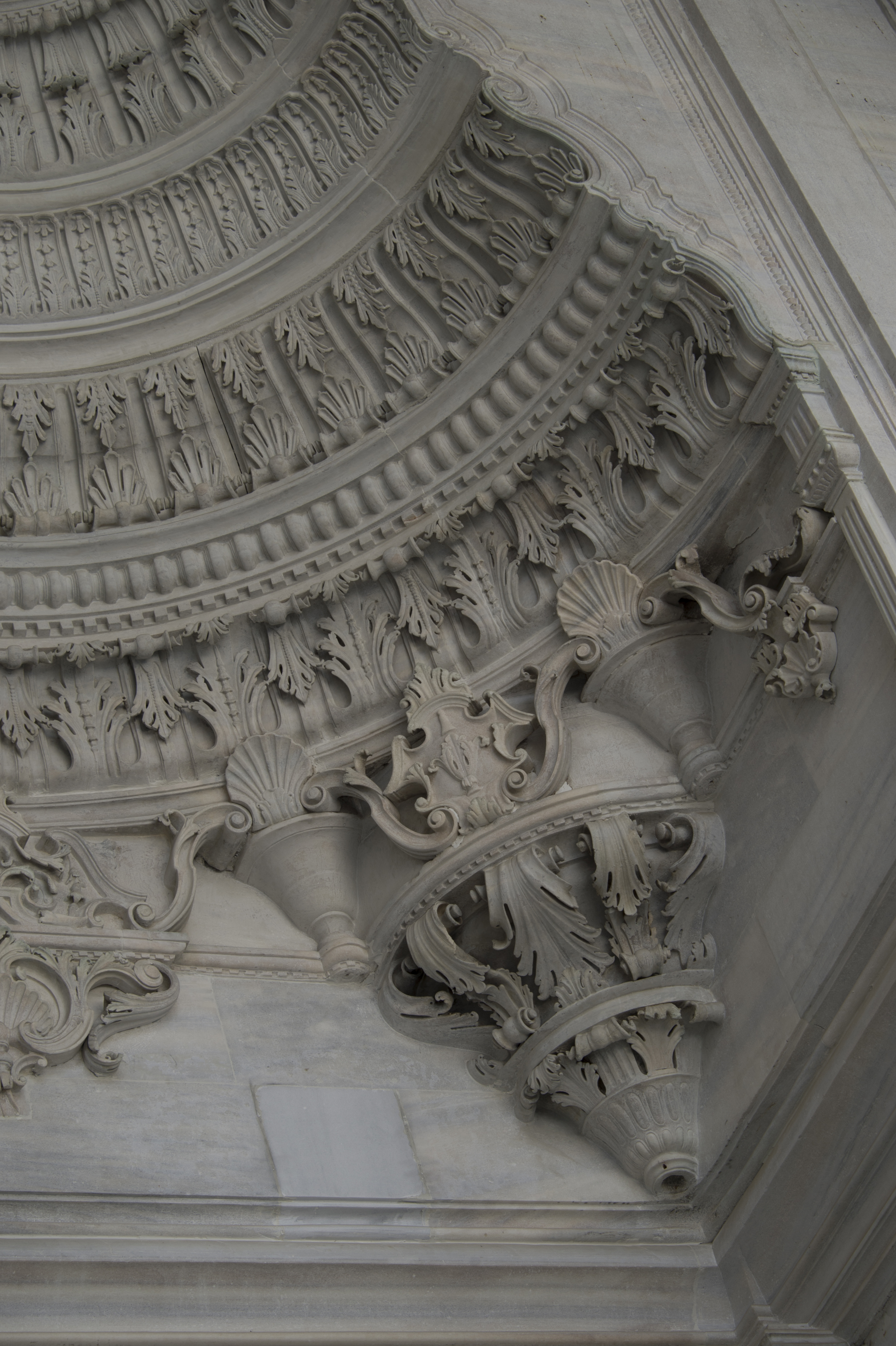
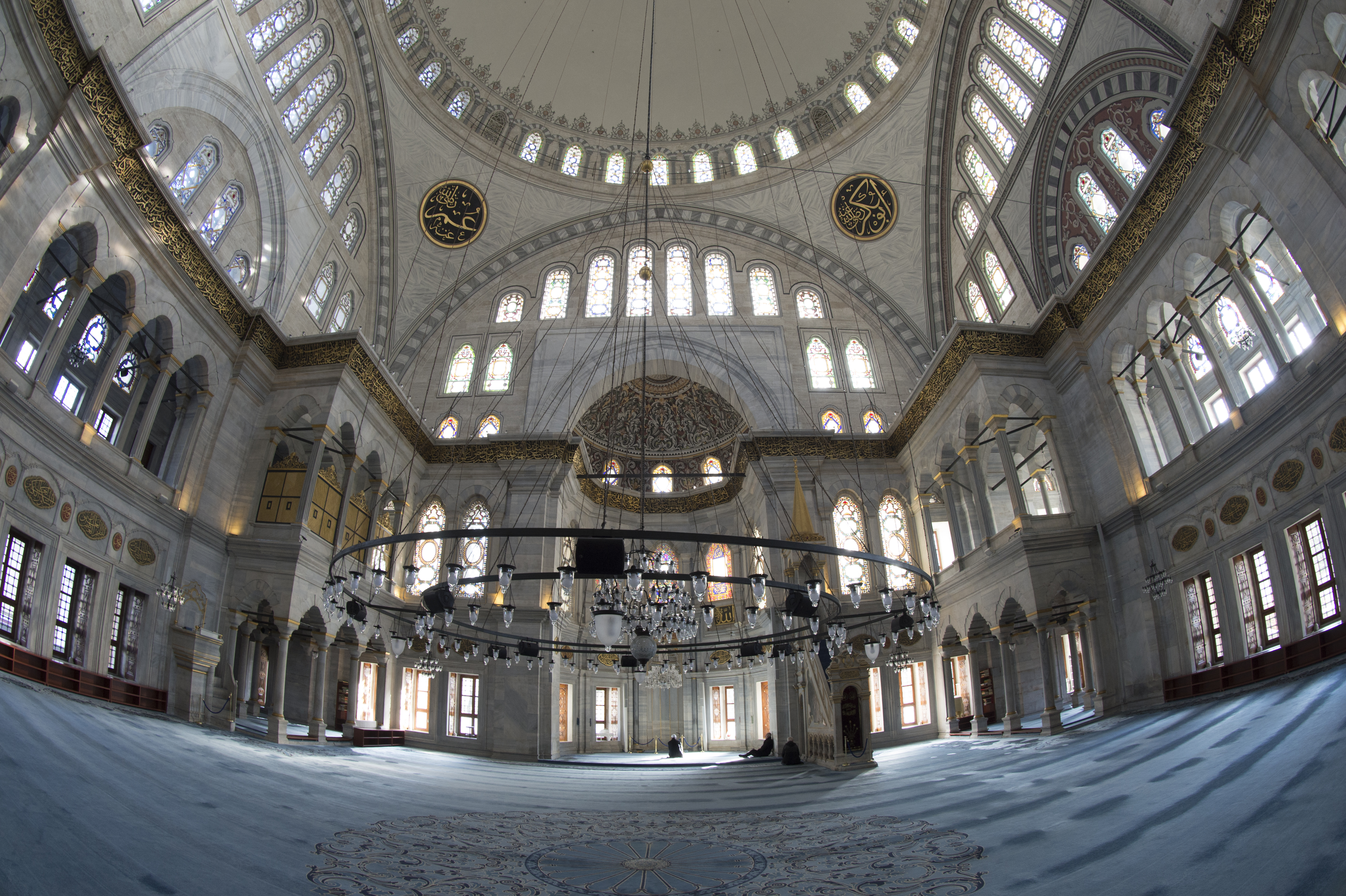
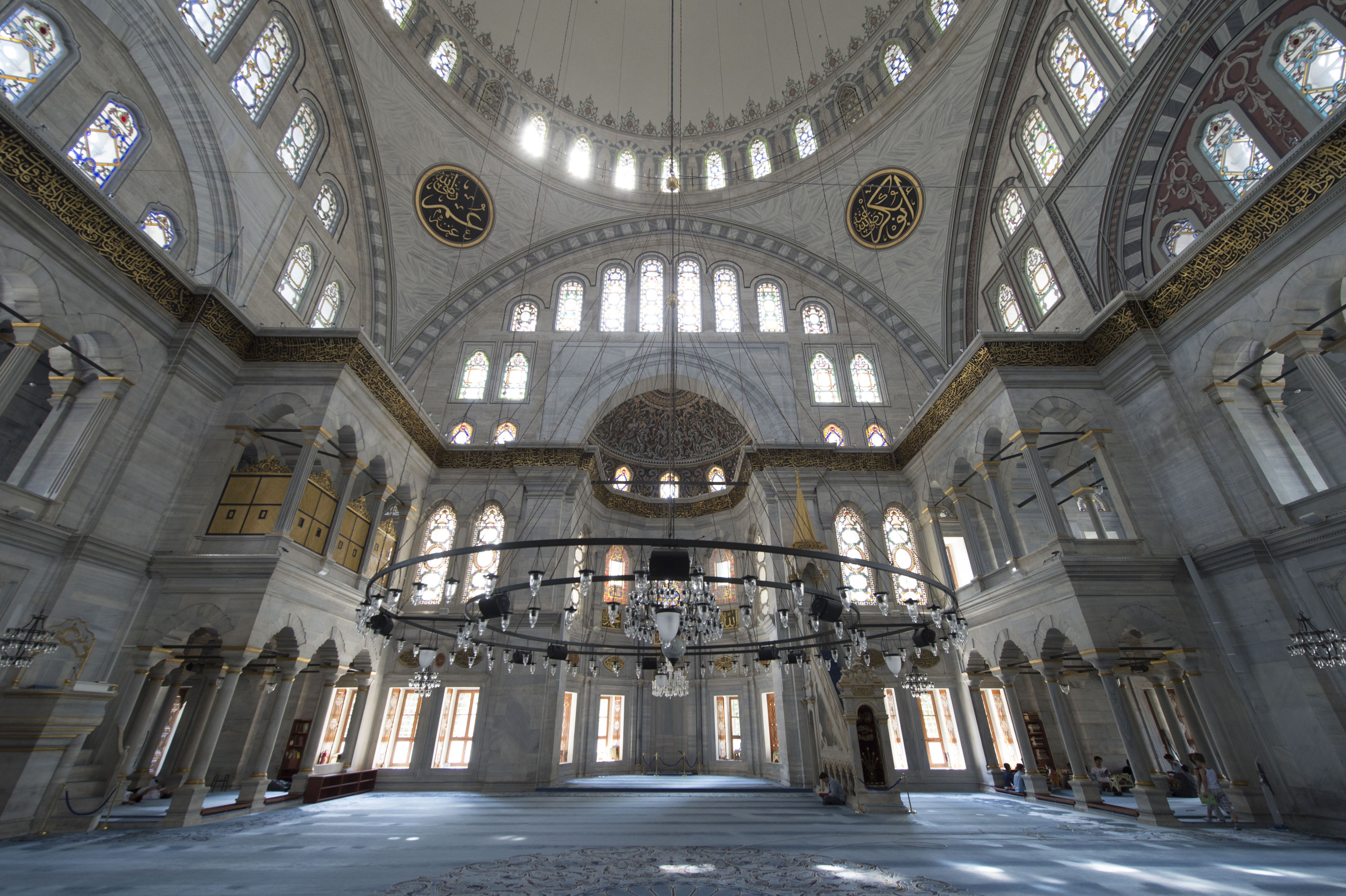
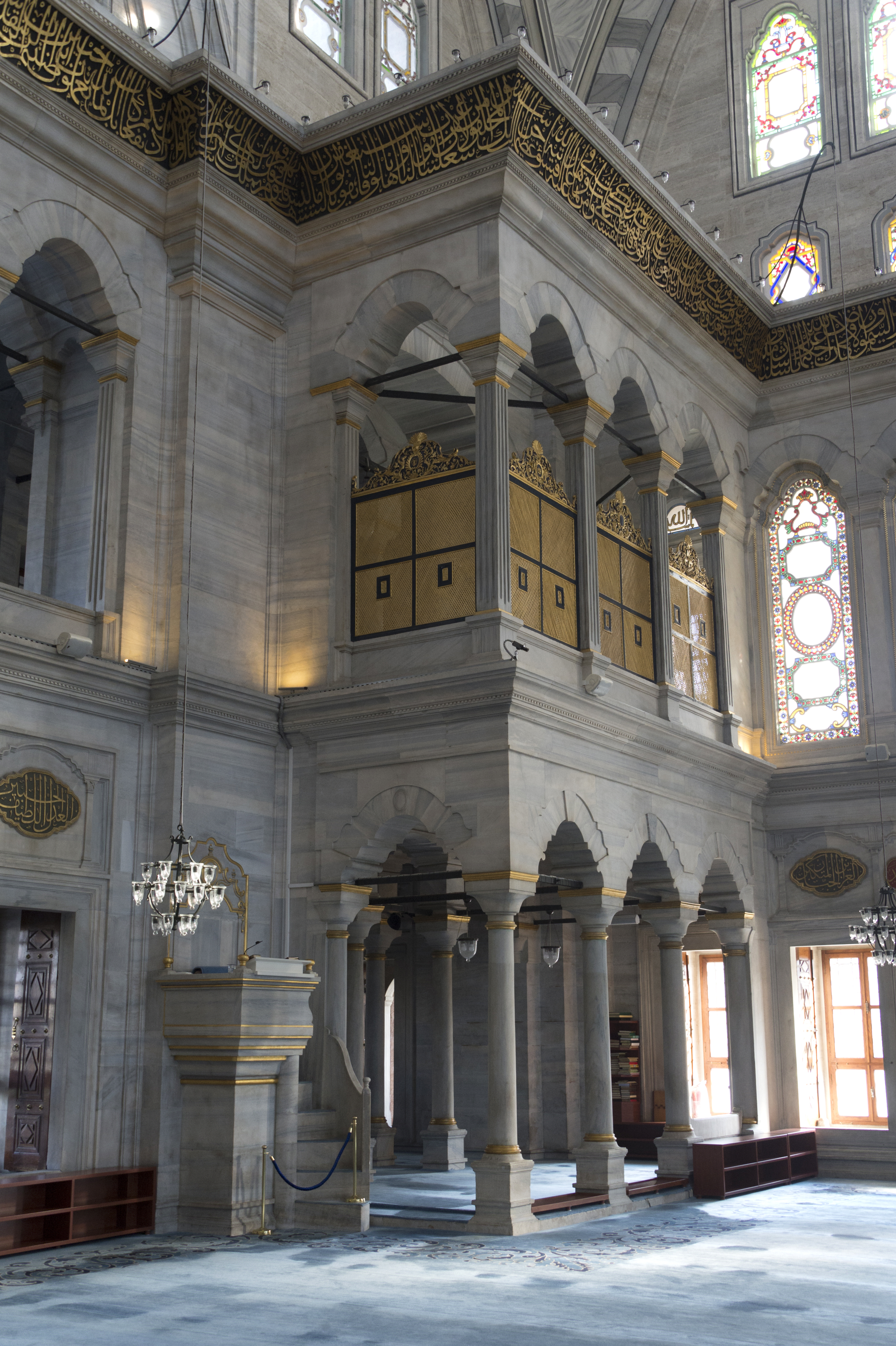